# Chiropsoides buitendijki
Chiropsoides buitendijki är en nässeldjursart som först beskrevs av van der Horst 1907.  Chiropsoides buitendijki ingår i släktet Chiropsoides och familjen Chiropsalmidae. Inga underarter finns listade i Catalogue of Life.